# Вальдкирхен (Рудные горы)
Вальдкирхен (нем. Waldkirchen/Erzgeb.) — деревня в Германии, в земле Саксония. С 1 марта 2009 года является частью коммуны Грюнхайнихен.
Подчиняется административному округу Кемниц. Входит в состав района Рудные Горы. Подчиняется управлению Вильденштайн. Население составляет 1120 человек (на 31 декабря 2011 года). Занимает площадь 8,96 км². Официальный код — 14 1 81 380.
Коммуна подразделялась на 2 сельских округа.

## Фотографии

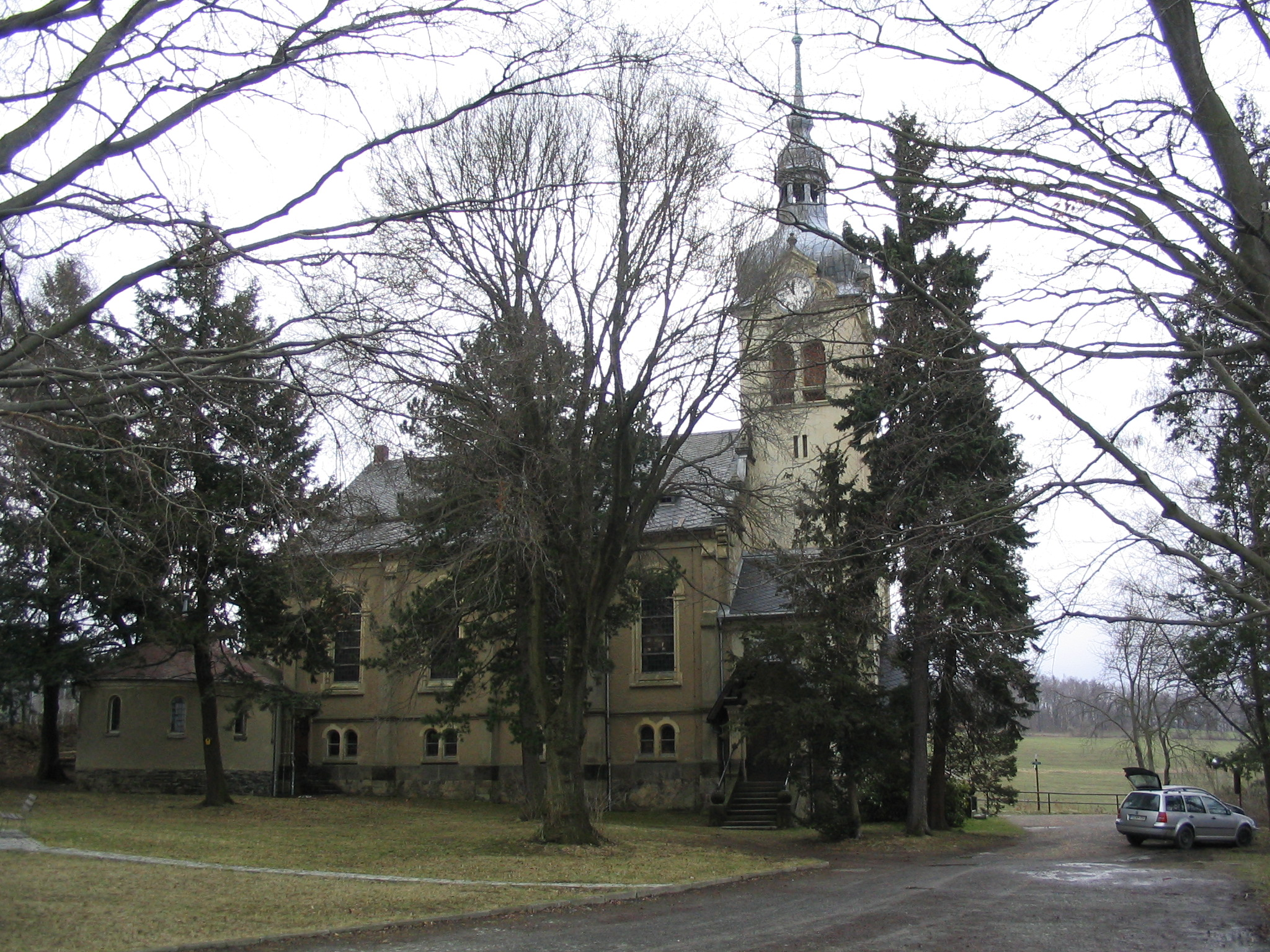
церковь Св. Георгия
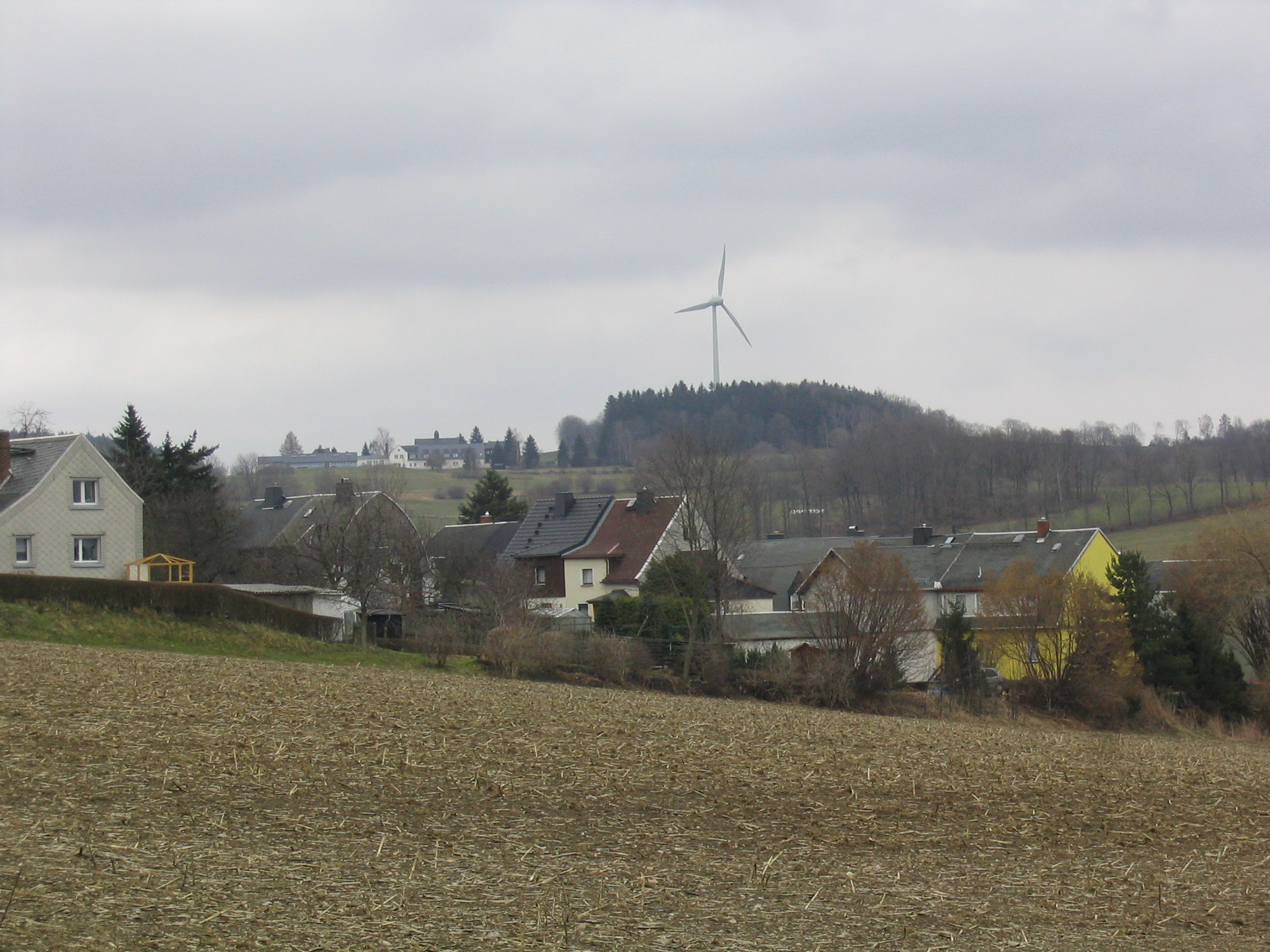
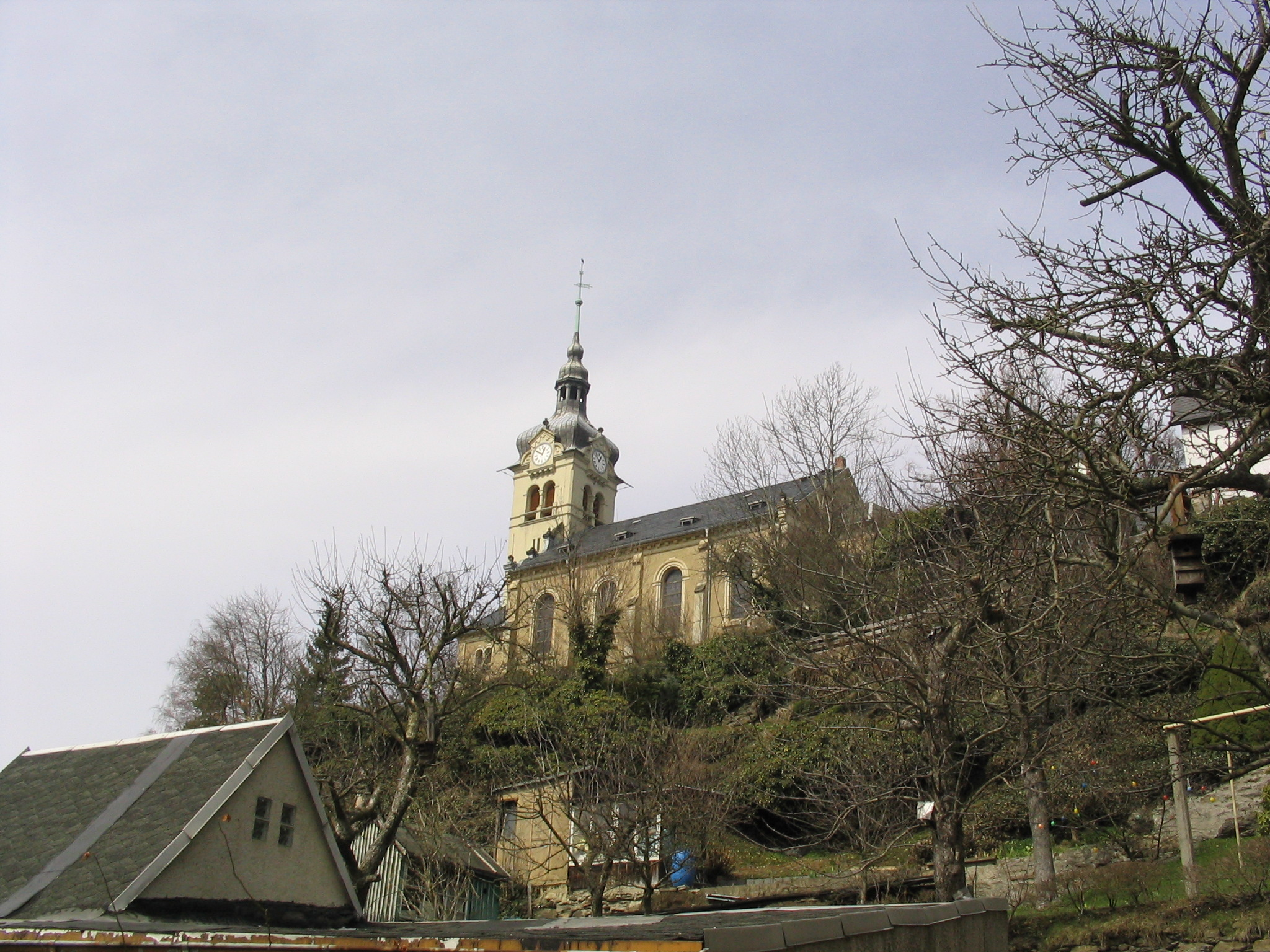
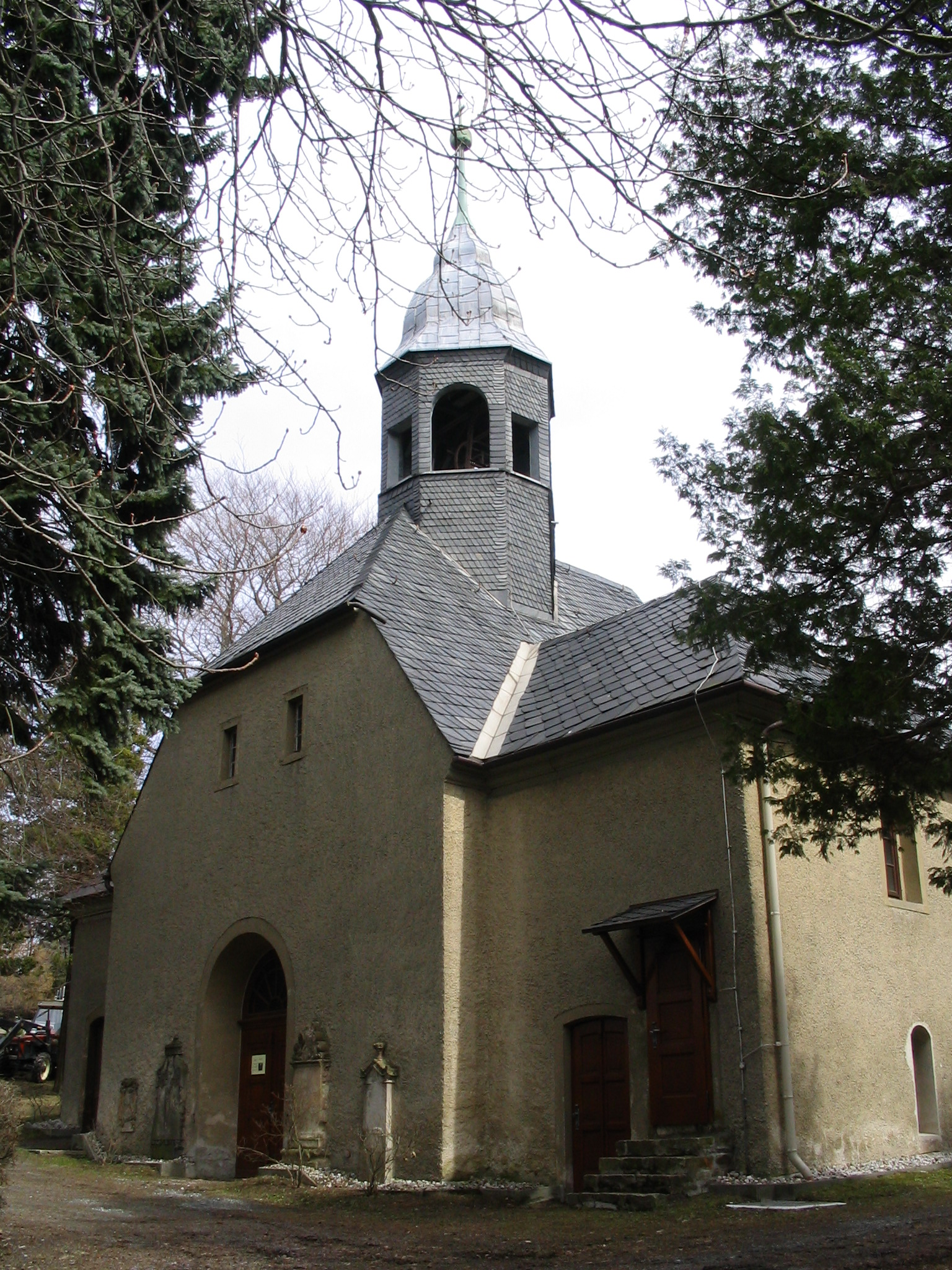
старая церковь, сегодня часовня кладбища